# خوناس فرنانديز
خوناس فرنانديز هو اقتصادي وسياسي إسباني، ولد في 8 يناير 1979 في أوفييدو في إسبانيا. نشط حزبياً في الحزب الاشتراكي العمالي الإسباني. في انتخابات البرلمان الأوروبي في إسبانيا 2019 ‏، انتخب عضو في البرلمان الأوروبي عن دائرة إسبانيا لترشحه ضمن قائمة الحزب الاشتراكي العمالي الإسباني، وقد انضم خلال فترته النيابية (2 يوليو 2019 – ) للكتلة البرلمانية التحالف التقدمي للاشتراكيين والديمقراطيين وفي انتخابات البرلمان الأوروبي 2014، انتخب عضو في البرلمان الأوروبي عن دائرة إسبانيا لترشحه ضمن قائمة الحزب الاشتراكي العمالي الإسباني، وقد انضم خلال فترته النيابية (1 يوليو 2014 – 1 يوليو 2019) للكتلة البرلمانية التحالف التقدمي للاشتراكيين والديمقراطيين.

## وصلات خارجية
- الموقع الرسمي